# Inkhundla Ludzeludze
L'Inkhundla Ludzeludze è uno dei sedici tinkhundla del distretto di Manzini, nell'eSwatini.

## Geografia antropica

### Suddivisioni amministrative
L'Inkhundla è suddiviso nei 7 seguenti imiphakatsi: Ekudzeni, Enkamanzi, Esibuyeni, Esigombeni, Mbekelweni, Usweni, Zombodze.